# نيرمين محسن
نيرمين محسن الزهراني (18 مارس 1993 -)؛ هي ممثلة سعودية. اشتهرت عندما شاركت في البرنامج الكوميدي واي فاي عام 2012 ولها العديد من المسلسلات والبرامج.

## النشأة
ولدت نيرمين لأم من المنطقة الشرقية (السعودية) وأب من جدة، وجدتها من أمها من أصول تركية. عاشت في سوريا سنوات الدراسة حتى حصلت على شهادة الثانوية العامة. درست في جامعة الملك عبد العزيز تخصص لغة عربية.

## المشوار الفني
بدأت التمثيل عام 2010 من خلال تجسيدها دور نصابة في مسلسل أبو جانتي مع سامر المصري. وبعد هذا المسلسل اختارها ياسر العظمة لتشارك معه في مسلسل مرايا 2011 وقامت بالمشاركة بأدوار صغيرة خلاله.
شاركت في 2014 في عدد من المسلسلات، وظهرت في المسلسل الكويتي الحب سلطان حيث تؤدي دور الفتاة الحالمة التي تبحث عن الرومانسية رغم الظروف العائلية التي تمرّ بها. وفي يوليو 2014، وقفت على مسرح مركز الملك فهد الثقافي بالرياض لتأدية العمل المسرحي الأول في مشوارها المهني في مسرحية بنات الأكاديمية (أكاديمية نادية) من إخراج المصرية بسنت حمدي.
انتهت نيرمين في مارس 2018 من تصوير مشاهدها في مسلسل العاصوف من بطولة الممثل ناصر القصبي، وإخراج المثنى صبح.

## أعمالها

### المسلسلات
- 2010: أبو جانتي ملك التاكسي.
- 2012: واي فاي.
- 2013: واي فاي 2.
- 2013: المجهولة.
- 2014: واي فاي 3.
- 2014: برنامج فايف جي.
- 2014: سقف واحد.
- 2014: تذكرة داود.
- 2014: مسرحية بنات الأكاديمية.
- 2014: أنيسة الونيسة.
- 2014: الحب سلطان.
- 2015: شبيه الريح.
- 2015: سوبر محصل.
- 2015: بقايا ألم.
- 2015: انكسار الصمت.
- 2015: الفصلة.
- 2016: واي فاي 4.
- 2016: مكان في القلب.
- 2016: مستر كاش.
- 2016: شد بلد.
- 2016: دكتوراة في الحب.
- 2016: حريم بو سلطان.
- 2016: حارة الشيخ.
- 2017: مسرحية مغتر و مفلس.
- 2017: طماشة 6.
- 2017: مسرحية سوبر كيوت.
- 2017: سناب شاف.
- 2018: عوض أبا عن جد.
- 2018: صيف بارد.
- 2018: دار الزين.
- 2018: بدون فلتر.
- 2019: يلا نسوق.
- 2019: سوق الدماء.
- 2019: سريع سريع.
- 2019: حالتنا حالة 2.
- 2019: أيام العسل.
- 2019: العاصوف. الجزء الثاني
- 2020: مليار ريال.
- 2020: مامجي.
- 2020: حنين.
- 2020: فيلم الحوت الأزرق.
- 2024: يا هلي.[10]

## ارتداءها الحجاب
في يوم السبت 21 أغسطس 2021 ظهرت الفنانة نيرمين محسن في ساحات المسجد النبوي وأعلنت عن ارتداءها الحجاب، وذلك تعليقا منها على الكثير من الأسئلة التي تلقتها من متابعيها لعدم ظهورها وتصويرها ليومياتها.